# Alice Hardy
Alice Hardy è un personaggio fittizio della saga horror Venerdì 13, comparsa in Venerdì 13, in Venerdì 13 parte II: L'assassino ti siede accanto e nel remake del 2009.

## Apparizioni
Alice è stata la prima Final girl del primo film della saga e uccisa nel suo sequel.

### Venerdì 13(1980)
Nel primo film, assieme ad un gruppo di adolescenti, va a Crystal Lake a passare un tranquillo week-end, che si rivela una tragedia in piena regola, tutti i suoi compagni vengono uccisi da una persona, Pamela Voorhees, furiosa a distanza di anni della presunta morte del figlio Jason. Pamela racconta ad Alice la vita di suo figlio e poi tenta di ucciderla, ma quest'ultima le taglia la testa con un colpo di machete.

### Venerdì 13 parte II - L'assassino ti siede accanto
In questo film fa una breve apparizione in casa sua e vede nel frigorifero la testa di Pamela Voorhees.
Verrà uccisa poco dopo dal figlio, Jason Voorhees, che si scopre essere ancora vivo e che aveva assistito alla decapitazione della madre. Il suo corpo si troverà poi, 5 anni dopo, nel rifugio del killer, portato dallo stesso Jason, ai piedi dell'altare di Pamela, dove è in decomposizione.

### Venerdì 13 parte III - Week-end di terrore
Nel terzo film viene menzionata verso la fine da un poliziotto.

### Venerdì 13 parte IV - Capitolo finale
Nel film Venerdì 13 parte IV - Capitolo finale Alice compare in alcuni flashback all'inizio del film.

### Venerdì 13(2009)
Nel remake del 2009 di Venerdì 13 compare solo nella scena iniziale del film, quando decapita Pamela.